# Claudia Arpa
Claudia Arpa (ur. 12 listopada 1967 w Feldkirchen in Kärnten) – austriacka polityk i działaczka samorządowa, członkini Rady Federalnej i jej przewodnicząca w drugiej połowie 2023.

## Życiorys
Urodziła się na obszarze dawnej miejscowości Waiern. W 1993 uzyskała dyplom nauczyciela psychologii, filozofii i pedagogiki na Uniwersytecie w Grazu. W 1997 została absolwentką studiów podyplomowych z ochrony środowiska na Technische Universität Graz. Zawodowo związana z sektorem opieki społecznej, kierowała biurem organizacji społecznej w Wolfsbergu, a także objęła stanowisko dyrektorki schroniska dla kobiet.
Zaangażowała się w działalność polityczną w ramach Socjaldemokratycznej Partii Austrii. Została członkinią władz wykonawczych partii w Karyntii. W 2015 objęła mandat radnej gminy targowej Frantschach-Sankt Gertraud, w 2016 weszła w skład jej zarządu. W latach 2018–2023 zasiadała w landtagu Karyntii. W kwietniu 2023 została członkinią Rady Federalnej. W lipcu tego samego roku objęła funkcję przewodniczącej izby wyższej austriackiego parlamentu na okres półrocznej kadencji.